# Man to Man (série télévisée)
 (décembre 2024).
Man to Man (coréen : 맨투맨), est une série télévisée sud-coréenne en 16 épisodes. La série a été diffusée à partir du 21/04/2017 sur JTBC en Corée du Sud.

## Synopsis
Kim Seol-woo est un agent secret d'élite travaillant pour une organisation mystérieuse. Habile, charismatique et doté de compétences impressionnantes en infiltration et en combat, il est recruté pour une mission inhabituelle : devenir le garde du corps de Yeo Woon-gwang, une superstar de cinéma célèbre pour ses rôles d'action. Si la tâche semble simple, elle cache en réalité un objectif secret bien plus complexe, impliquant une conspiration politique, des objets précieux et des ennemis redoutables.
Tandis que Seol-woo jongle entre ses devoirs d’agent secret et son rôle de protecteur, il se heurte à Cha Do-ha, la fervente et maladroite manager de Woon-gwang, qui le surveille de près. Entre scènes d’action intenses, moments comiques et un soupçon de romance, Man to Man explore les liens inattendus qui se tissent dans un monde de tromperies, de secrets et de loyauté.
Avec son mélange de suspense, de drame et d'humour, la série offre un regard original sur les relations humaines et les sacrifices faits pour protéger ce qui compte vraiment.

## Distribution

### Acteurs principaux
Park Hae Jin: Kim Seol Wu 
Kim Min Jeong (actrice, 1982): Cha Do Ha 
Park Sung Woong (acteur): Yeo Wun Gwang 
Yeon Jeong Hun : Mo Seung Jae 
Chae Jeong An: Song Mi Eun 
Jeong Man Sik : Lee Dong Hyeon

### Acteurs secondaires
Jang Hyun-Sung : Chef du département du NIS
Kang Shin-Il: Im Suk-Hoon
Lee Si-Un: PDG Ji
Oh Hee-Joon: Yang Sang-Sik

## Staff
Kim Sang Ho (réalisateur, 1971) : Réalisateur
Lee Chang Min (réalisateur) : Réalisateur
Kim Won Suk (scénariste) : Scénariste
Ham Yeong Hun : Producteur en chef
Park Jun Seo (producteur) : Producteur